# Ельґново
Ельґново (пол. Elgnowo, нім. Elgenau) — село в Польщі, у гміні Домбрувно Острудського повіту Вармінсько-Мазурського воєводства.
Населення — 294 особи (2011).

## Демографія
Демографічна структура станом на 31 березня 2011 року:
|          | Загалом | Допрацездатний вік | Працездатний вік | Постпрацездатний вік |
| -------- | ------- | ------------------ | ---------------- | -------------------- |
| Чоловіки | 144     | 34                 | 103              | 7                    |
| Жінки    | 150     | 40                 | 86               | 24                   |
| Разом    | 294     | 74                 | 189              | 31                   |